# ريتشارد راندولف
ريتشارد راندولف (بالإنجليزية: Richard Randolph)‏ هو سياسي أمريكي، ولد في 1691، وتوفي في 1749.